# Helmut Pechlaner
Helmut Pechlaner (Innsbruck, 1946. augusztus 17.) osztrák állatorvos, a WWF Ausztria elnöke, a Bécsi Állatorvosi Egyetem tiszteletbeli professzora, a Schönbrunni állatkert egykori igazgatója.

## Pályafutása
Helmut Pechlaner jogász legifjabb gyermeke, Sigurd Pechlaner sebész és Roland Pechlaner limnológus testvére. Szülővárosában Innsbruckban érettségizett, 1972-ben a Bécsi Állatorvosi Egyetemen doktorált, ezt követően 1972 és 1979 között az innsbrucki Alpenzoo igazgatóhelyettesi tisztségét, majd 1991-ig ugyanezen állatkert gazdasági igazgatói tisztségét töltötte be. A Schönbrunni Állatkert igazgatói tisztségét 1992. január 1-jén vette át, s látta el 2007. január 1-jei nyugállományba vonulásáig. Azóta is szakterületének tevékeny művelőjeként a WWF Ausztria elnöke, a Bécsi Állatorvosi Egyetem tanácsának tagja, a Fertői-táj nemzeti park (németül Nationalpark Neusiedlersee-Seewinkel) vezetőségi tagja.

## Elismerései
- Tirol tartomány érdemkeresztjét (németül Verdienstkreuz des Landes Tirol) 1994-ben vette át.
- A Bécsi Állatorvosi Egyetem 2003-ban tiszteletbeli professzori címmel jutalmazta munkásságát.

## Televíziós munkássága
Az ORF közkedvelt ifjúsági tudományos ismeretterjesztő televíziós sorozatának, a Miniversum moderátoraként népszerűsítette szakágazatát egészen 2008-ig. Ezen tevékenységét 2002-ben Arany Romy-díjjal (Goldene Romy) jutalmazták. Nevéhez fűződik még az ORF által 1990 és 1994 között sugárzott Treffpunkt Natur ismeretterjesztő sorozat is.

## Fordítás
- Ez a szócikk részben vagy egészben a Helmut Pechlaner című német Wikipédia-szócikk ezen változatának fordításán alapul.  Az eredeti cikk szerkesztőit annak laptörténete sorolja fel. Ez a jelzés csupán a megfogalmazás eredetét és a szerzői jogokat jelzi, nem szolgál a cikkben szereplő információk forrásmegjelöléseként.